# Jürgen Brötz
Jürgen Brötz (* 7. Juli 1963) ist ein Generalmajor des Heeres der Bundeswehr. Bis spätestens Februar 2025 war er Kommandeur der NATO Communication and Informations Systems (NATO CIS) Group sowie Deputy Chief of Staff – Cyberspace im Supreme Headquarters Allied Powers Europe (SHAPE).

## Militärische Laufbahn

### Ausbildung und erste Verwendungen
Brötz trat 1984 als Grundwehrdienstleistender in die Bundeswehr ein. 1987 wechselte er in die Laufbahn der Offiziere des Truppendienstes und absolvierte als Offizieranwärter der Panzergrenadiertruppe die Offizierausbildung. Von 1988 bis 1993 wurde er als Zugführer beim Panzergrenadierbataillon 142 in Neustadt verwendet. Es folgten 1993 und 1994 weitere Verwendungen als Zugführer beim Panzergrenadierbataillon 152 in Schwarzenborn und bei der Luftlandebrigade 31 unterstellten Fallschirmjägerbataillon 314 in Oldenburg. Von 1994 bis 1995 wurde er beim Fallschirmjägerbataillon 314 weiter als S2-Offizier (Militärisches Nachrichtenwesen) und von 1995 bis 1998 als Kompaniechef eingesetzt. Im Anschluss absolvierte er von 1998 bis 2000 den 41. Generalstabslehrgang an der Führungsakademie der Bundeswehr in Hamburg, wo er zum Offizier im Generalstabsdienst ausgebildet wurde.

### Dienst als Stabsoffizier
Die erste Verwendung als Stabsoffizier führte Brötz von 2000 bis 2001 als G2 (Beurteilung der Feindlage, Nachrichtengewinnung und Aufklärung, Targeting, Militärische Sicherheit, Geo-Information) zur 7. Panzerdivision nach Düsseldorf. Von 2001 bis 2002 wurde er als G3 (Operationsführung, Planung, Ausbildung, Organisation) und Chef des Stabes der Panzerbrigade 42 in Potsdam eingesetzt. Darauf folgte von 2002 bis 2004 eine Truppenverwendung als Bataillonskommandeur des Panzergrenadierbataillons 212 in Augustdorf. 2004 wurde er nach Bonn versetzt wo er als Referent im Führungsstab der Streitkräfte im Bundesministerium der Verteidigung tätig war. Es folgte von 2005 bis 2008 eine erneute ministerielle Verwendung, diesmal als Stellvertretender Büroleiter beim Staatssekretär im Bundesministerium der Verteidigung in Bonn und Berlin. Hierauf wurde Brötz nach Hannover versetzt, wo er 2008 bis 2010 als Abteilungsleiter G2 bei der 1. Panzerdivision Verwendung fand. Von 2010 bis 2012 wurde Brötz als Gruppenleiter (Chief of Branch) im Bundesnachrichtendienst in Berlin eingesetzt. Es folgte 2012 bis 2016 eine erneute ministerielle Verwendung, diesmal als Referatsleiter Strategie und Einsatz im Bundesministerium der Verteidigung in Berlin.

### Dienst als General
Im Jahr 2016 wurde Brötz Unterabteilungsleiter Strategie und Einsatz I im Bundesministerium der Verteidigung in Berlin. Damit verbunden war auch die Beförderung zum Brigadegeneral. Den Dienstposten als Unterabteilungsleiter gab Brötz im Juli 2019 an Oberst Achim Werres ab, um sich auf den Auslandseinsatz vorzubereiten. Am 21. August 2019 wurde Brötz, als Nachfolger von Brigadegeneral Gerhard Klaffus, Kommandeur Train Advise and Assist Command North (TAAC-N) und Kontingentführer des deutschen Einsatzkontingents Resolute Support in Masar-e Scharif (Afghanistan). Diesen Dienstposten übergab er am 20. August 2020 an Brigadegeneral Ansgar Meyer, um zur Vorbereitung auf eine NATO-Verwendung im Einsatzführungskommando der Bundeswehr in Schwielowsee eingesetzt zu werden. Von 1. Oktober 2020 bis 1. September 2023 war Brötz, unter temporärer Ernennung zum Generalmajor, Deputy Assistant Secretary General Intelligence, Joint Intelligence and Security Division im Internationalen Militärstab der NATO in Brüssel, Belgien. Im April 2024 wurde er, als Nachfolger von Frank Schlösser zum Kommandeur der NATO CIS Group sowie Deputy Chief of Staff – Cyberspace bei SHAPE ernannt. Seit März 2025 wird Rainer Beeck auf diesem Dienstposten verwendet.

### Auszeichnungen
- Ehrenkreuz der Bundeswehr in Gold
- Einsatzmedaillen der Bundeswehr für IFOR, SFOR, KFOR und Resolute Support
- NATO-Medaillen für IFOR, SFOR, KFOR und Resolute Support
- Ehrenzeichen für Verdienste um die Republik Österreich für militärische Zusammenarbeit
- Legion of Merit als Kommandeur TAAC-N
- Orden für Verdienste um Litauen im Bereich Militärischer Dienst

## Privates
Brötz ist verheiratet und hat eine Tochter sowie einen Sohn.